# Love Beach (álbum)
Love Beach es el noveno álbum de la banda inglesa de rock progresivo Emerson, Lake & Palmer. Fue lanzado en noviembre de 1978 por Atlantic Records como su último álbum de estudio antes de su separación en el año siguiente. Hacia el final de su gira de 1977-1978 por Norteamérica, las relaciones internas habían comenzado a deteriorarse, pero el grupo estaba obligado por contrato a producir un álbum más. Se retiraron a Nasáu, Bahamas como exiliados fiscales para grabar Love Beach con el letrista Peter Sinfield, a quien se acredita como coescritor de cada canción. Después de que Greg Lake y Carl Palmer terminaran de grabar sus partes, ambos dejaron la isla, dejando a Keith Emerson para terminar el álbum él mismo. Es su séptimo álbum de estudio.
El álbum recibió críticas negativas. Alcanzó el puesto 48 en la lista de álbumes del Reino Unido y el puesto 55 en el Billboard 200 de los EE. UU., donde alcanzó la certificación de oro de la Asociación de la Industria de Grabación de Estados Unidos en enero de 1979 por la venta de 500.000 copias. Dio lugar a un sencillo lanzado en el Reino Unido, la pista de Lake y Sinfield "All I Want is You". El álbum no fue promocionado con una gira y, a principios de 1979, Emerson, Lake & Palmer se disolvió.

## Trasfondo y grabación
En marzo de 1978, la banda terminó su gira de diez meses por Norteamérica en apoyo de Works Volume 1 y Works Volume 2. Varios de los primeros espectáculos presentaban al grupo tocando con una orquesta sinfónica en el escenario, pero esto resultó demasiado costoso de operar y la idea fue abandonada. A pesar de que el grupo prefirió descansar, el presidente de Atlantic Records, Ahmet Ertegun, los animó a grabar un nuevo álbum. También les recordó que tenían que hacer uno más. Emerson recordó la reunión de la banda con Ertegun y su sugerencia para que el grupo hiciera "un álbum comercial", algo que Emerson se sintió reacio a hacer. Lake recordó que Ertegun amenazó con rechazarle a la banda la perspectiva de álbumes en solitario si se negaban a trabajar juntos, por lo que estuvieron de acuerdo. La necesidad de un álbum comercial se adaptaba al método de composición de Lake, ya que era responsable de canciones más populares en la radio del grupo como "Lucky Man" y "From the Beginning". Por lo tanto, Emerson "alivió mis opiniones hasta cierto punto, me mordió las uñas y le dio la libertad que seguía pidiendo en el lado uno".

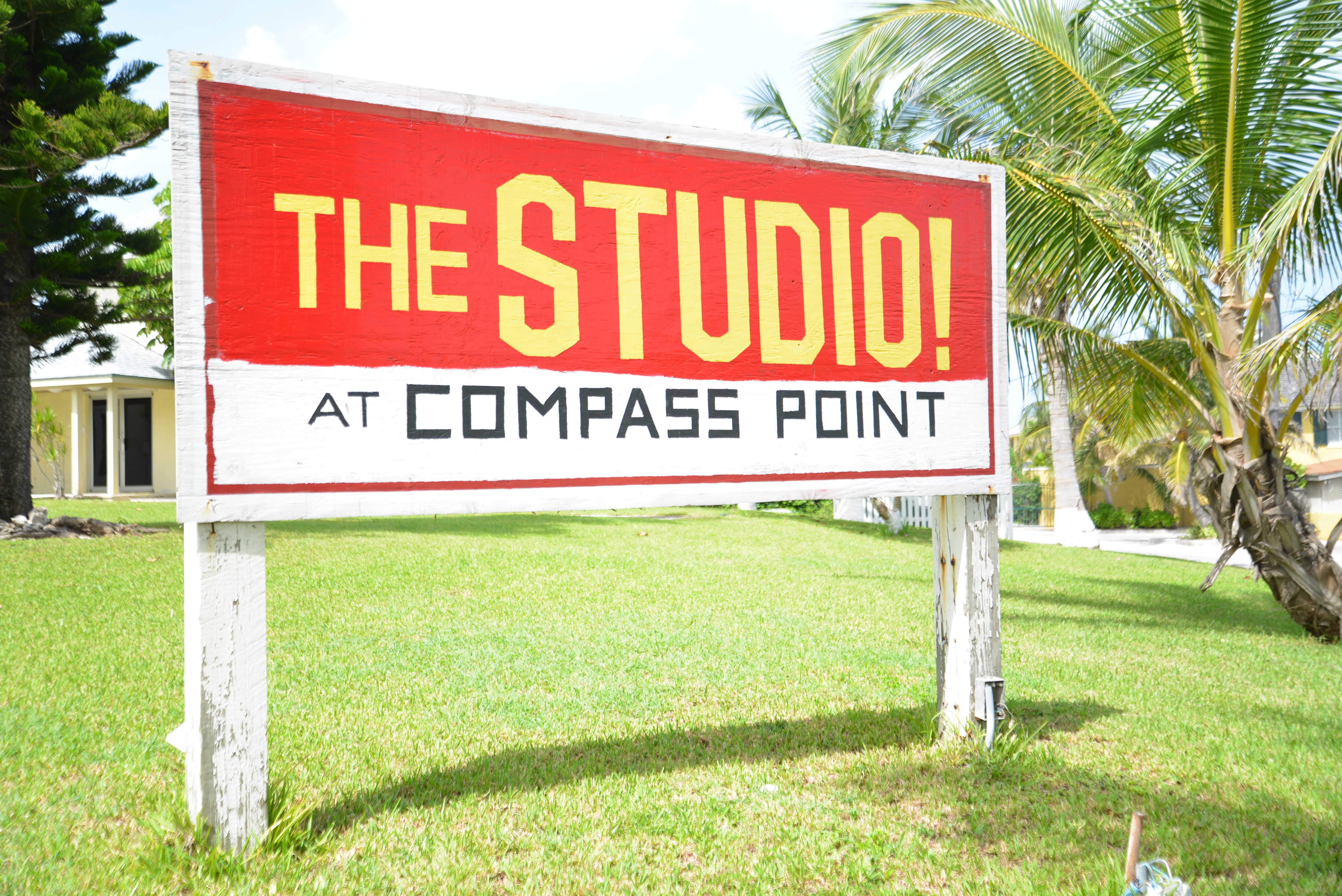
Compass Ponit Studio

Los miembros de la banda se habían convertido en exiliados fiscales y decidieron grabar en Nasáu, en las Bahamas, donde Emerson y Lake alquilaban casas. La grabación tuvo lugar en 1978 en Compass Point Studios sin un productor, a pesar de que Lake había producido todos sus álbumes anteriores. Las primeras ediciones de Love Beach no tuvieron crédito de productor, pero la producción y mezcla del álbum fueron en gran parte realizadas por Emerson. Jack Nuber y Karl Pitterson fueron ingenieros. Las sesiones fueron difíciles debido a las relaciones cada vez más tensas entre los tres músicos. El creciente uso de drogas de Emerson también había comenzado a afectar su capacidad para trabajar o colaborar con otros.
El letrista Peter Sinfield, quien había trabajado con Lake en King Crimson y en su colección de canciones en Works Volume 1, fue invitado por el mánager de la banda Stewart Young a unirse a ellos en Nasáu y ayudar a Lake a escribir las letras. Aunque habían surgido fricciones entre Sinfield y Lake en ese momento, Sinfield pensó que un descanso sería bueno para él y aceptó; sin embargo, debido al escaso tiempo del que disponía, solicitó trabajar solo. Al llegar, Sinfield descubrió que el grupo apenas se hablaba y se fue de la isla cuando terminó de trabajar en el álbum. Lake y Palmer siguieron su ejemplo después de que hicieron sus partes, dejando a Emerson quien armó "todo el álbum ... y lo envió".
Emerson estaba particularmente molesto por el título del álbum, que Atlantic Records había tomado de una de las pistas del álbum de Lake y Sinfield, que lleva el nombre de un tramo de playa en Nasáu. La portada fue tomada en una isla frente a Salt Cay, y muestra al grupo que el biógrafo Edward Macan describió como "estrellas disco de finales de los setenta con el torso desnudo". Luego, Emerson organizó un stand en el Aeropuerto Internacional O'Hare de Chicago para realizar una encuesta sobre la opinión del público sobre el álbum con un cuestionario. La opinión general fue de desacuerdo con el título, algo que Emerson presentó de nuevo a Atlantic, pero el sello se negó a cambiarlo.

## Contenido
La primera cara del álbum consta de pistas cortas orientadas al pop, en su mayoría escritas por Lake y Sinfield.
La cara dos consta de "Memoirs of an Officer and a Gentleman", una pista de 20 minutos en cuatro partes distintas. Es una pieza conceptual que cuenta la historia de un romance entre un soldado y su prometida durante la Segunda Guerra Mundial, marcando la primera pieza de la banda que trata con la gente común, en contraste con sus anteriores épicas inspiradas en la fantasía como "Tarkus". y "Karn Evil 9". Sinfield escribió todas las letras y luego se sintió aliviado al encontrar un tema lírico que funcionó para la canción dada la cantidad limitada de tiempo que tenía para trabajar. Emerson consideró las letras "un poco asquerosas".

## Lanzamiento y recepción
Love Beach fue lanzado en noviembre de 1978. El álbum no fue promocionado por la banda, aunque tocaron "All I Want Is You" en The Old Grey Whistle Test. Tras su publicación, Palmer pasó dos meses organizando una gira de despedida, pero los continuos desacuerdos en el grupo llevaron a que la idea fuera descartada.
La valoración crítica y de los aficionados del álbum es principalmente negativa; algunos lo consideran el nadir de la producción de ELP, mientras que otros consideran que el álbum de reunión In the Hot Seat es peor. Al escribir en la revista Rolling Stone en el momento del lanzamiento del álbum, el crítico Michael Bloom dijo que "Love Beach no es simplemente malo; es francamente patético. Viejo y lleno de hastío, este álbum hace que lavar los platos parezca un acto más creativo en comparación". Más tarde, Emerson llamó al álbum "una vergüenza contra todo por lo que he trabajado".

## Piezas

### Lado A
Todas las letras escritas por Peter Sinfield, toda la música compuesta por Greg Lake (incluido 4. Keith Emerson); el todo excepto donde esta anotado. 
| N.º | Título              | Letras       | Música          | Arreglo                | Duración |  |
| 1.  | «All I Want Is You» |              |                 |                        | 2:35     |  |
| 2.  | «Love Beach»        |              |                 |                        | 2:46     |  |
| 3.  | «Taste of My Love»  |              |                 |                        | 3:33     |  |
| 4.  | «The Gambler»       |              |                 |                        | 3:23     |  |
| 5.  | «For You»           |              |                 |                        | 4:28     |  |
| 6.  | «Canario»           | Instrumental | Joaquín Rodrigo | Emerson, Lake & Palmer | 4:00     |  |

### Lado B («Memoirs of an Officer and a Gentleman»)
Todas las letras escritas por Peter Sinfield excepto donde esta anotado, toda la música compuesta por Keith Emerson. 
| N.º | Título                                    | Letras       | Duración |  |
| 1.  | «Prologue / The Education of a Gentleman» |              | 5:33     |  |
| 2.  | «Love at First Sight»                     |              | 5:37     |  |
| 3.  | «Letters from the Front»                  |              | 5:18     |  |
| 4.  | «Honourable Company (A March)»            | Instrumental | 3:45     |  |

## Personal
- Keith Emerson – teclados
- Greg Lake – voz, bajo, guitarra acústica y eléctrica
- Carl Palmer – batería, percusión